# كأس المقاطعات الأوروبية
كأس المقاطعات الأوروبية هي مسابقة كرة قدم لفرق الهواة في أوروبا، تنظم من قبل الويفا. نظمت أول مرة في 1999 وتلعب كل سنتين منذ ذلك الحين. البطل الحالي هو فريق مقاطعة زغرب من كرواتيا، الذي فاز لأول مرة بالكأس في 2017، بعد أن تغلب على فريق مونستر/كوناشت من إيرلندا 1–0 في النهائي في إسطنبول.